# Clara Janés
Clara Janés Nadal, née à Barcelone en 1940, est une poétesse, écrivaine,  traductrice, romancière, et essayiste espagnole qui est au centre de la littérature espagnole contemporaine. 

## Biographie
Elle étude la philologie à Barcelone et à Pampelune, où elle obtient sa licence. Elle obtient également une maîtrise de lettres de l'Université Paris IV (la Sorbonne).
Grâce à ses talents de traductrice, elle fait découvrir au lectorat espagnol des textes de poètes majeurs  tchèques comme Vladimír Holan et Jaroslav Seifert, mais aussi des œuvres de Marguerite Duras, Nathalie Sarraute, Katherine Mansfield et William Golding. Aidée par des locuteurs de ces langues, elle a traduit des poètes turcs et perses. En 1997 elle reçoit le Prix national de la meilleure Traduction pour ses traductions d'écrivains orientaux et d'Europe centrale. En 2000, elle reçoit la Médaille de la Première Catégorie de la République tchèque. Elle a participé à plusieurs rencontres internationales et son œuvre a été traduite vers 20 langues.
En 2004, elle reçoit la Médaille d'or du mérite des beaux-arts par le Ministère de l'Éducation, de la Culture et des Sports.
Elle occupe depuis 2005 la chaise « U » de l'Académie royale espagnole.

## Prix et reconnaissances
En 2022, elle est faite docteure honoris causa de l'université Toulouse Jean-Jaurès.

### Pour ses traductions
- (1992) Prix de la Fondation Tutav, Turquie, pour son travail de diffusion de la poésie turque en Espagne.

- (1997) Prix national de la traduction pour l'ensemble de son œuvre

- (2000) Médaille du mérite de première classe de la République tchèque pour son travail de traduction et de diffusion de la littérature tchèque

- (2007) Xe Premio Nacional de las Letras "Teresa de Ávila" (10e prix national de littérature "Teresa de Ávila").

### Pour son œuvre poétique
- (1983) Prix de la ville de Barcelone pour Vivir (Vivre)

- (1998) Prix de la ville de Melilla pour Arcángel de sombra (Archange d'ombre)

- (2002) Prix de poésie Gil de Biedma pour Los secretos del bosque[4]

- (2018) IX Prix José Luis San Pedro pour Getafe Negro[5].

## Œuvres

### Œuvres en espagnol
- 1964 : Las estrellas vencidas. Poésie.
- 1965 : La noche de Abel Micheli. Roman.
- 1969 : Desintegración. Roman.
- 1972 : La vida callada de Federico Mompou. Biographie.
- 1972 : Tentativa de encuentro y tentativa de olvido.
- 1973 : Límite humano. Poésie.
- 1973 : Aprender a envejecer. Essai.
- 1973 : Poemas Rumanos. Poésie.
- 1975 : En busca de Cordelia y Poemas rumanos. Poésie.
- 1976 : Cartas a Adriana. Roman.
- 1979 : Antología personal (1959-1979).. Poésie.
- 1980 : Libro de alienaciones. Poésie.
- 1981 : Sendas de Rumanía. Roman.
- 1981 : Eros. Poésie.
- 1981 : Pureza canelo. Biographie.
- 1982 : Tentativa de olvido. Contes.
- 1982 : Roig, Montserrat. Before the civil war. Contes.
- 1982 : Pessarrodona, Marta. La búsqueda de Elizabeth. Contes.
- 1983 : Vivir. Poésie.
- 1985 : Fósiles. Poésie.
- 1986 : Kampa : poesía, música y voz. Poésie.
- 1986 : Las primeras poetisas en lengua castellana. Poésie.
- 1987 : Federico Mompou : vida, textos y documentos. Essai.
- 1988 : Lapidario. Poésie.
- 1989 : Creciente fértil. Poésie.
- 1989 : Los caballos del sueño. Roman.
- 1990 : Jardín y laberinto. Biographie.
- 1990 : Esbozos. Poésie.
- 1991 : El hombre de Adén. Roman.
- 1991 : Emblemas. Poésie.
- 1991 : Espejismos. Roman.
- 1993 : Las palabras de la tribu: escritura y habla. Essai.
- 1996 : Rosas de fuego. Poésie.
- 1996 : Cirlot, el no mundo y la poesía imaginal. Essai.
- 1996 : Diván del ópalo de fuego. Poésie.
- 1997 : Espejos de agua. Contes.
- ? : El persa. Cuento. Contes.
- 2000 : Arcángel de sombra. Poésie.
- 2004 : 'Vilanos'. Poésie
- 2004 : Huellas sobre una corteza.Poésie
- 2005 : El espejo de la noche, centenario de Vladimir Holan. Essai
- 2005 : Brancusi. Poésie
- 2007 : Espacios traslúcidos. Poésie
- 2008 : La indetenible quietud. En torno a Eduardo Chillida. Poésie
- 2008 : Las voces acalladas de las mujeres. www.adamaramada.org Colección: Pliegos adamar. Poésie
- 2015 : Guardar la casa y cerrar la boca. Essai

### Ouvrages traduits en français
- L'homme d'Aden, roman, trad Évelyne Martin Hernandez, Délit Editions, Toulouse, 2009
- Livre d'Aliénations, poésie, trad Julie Delabarre, en collaboration avec Solange Hibbs, Délit Editions, Toulouse, 2010
- Le mot et le secret, essai, trad Solange Hibbs, Délit Editions, Toulouse, 2011